# Huete

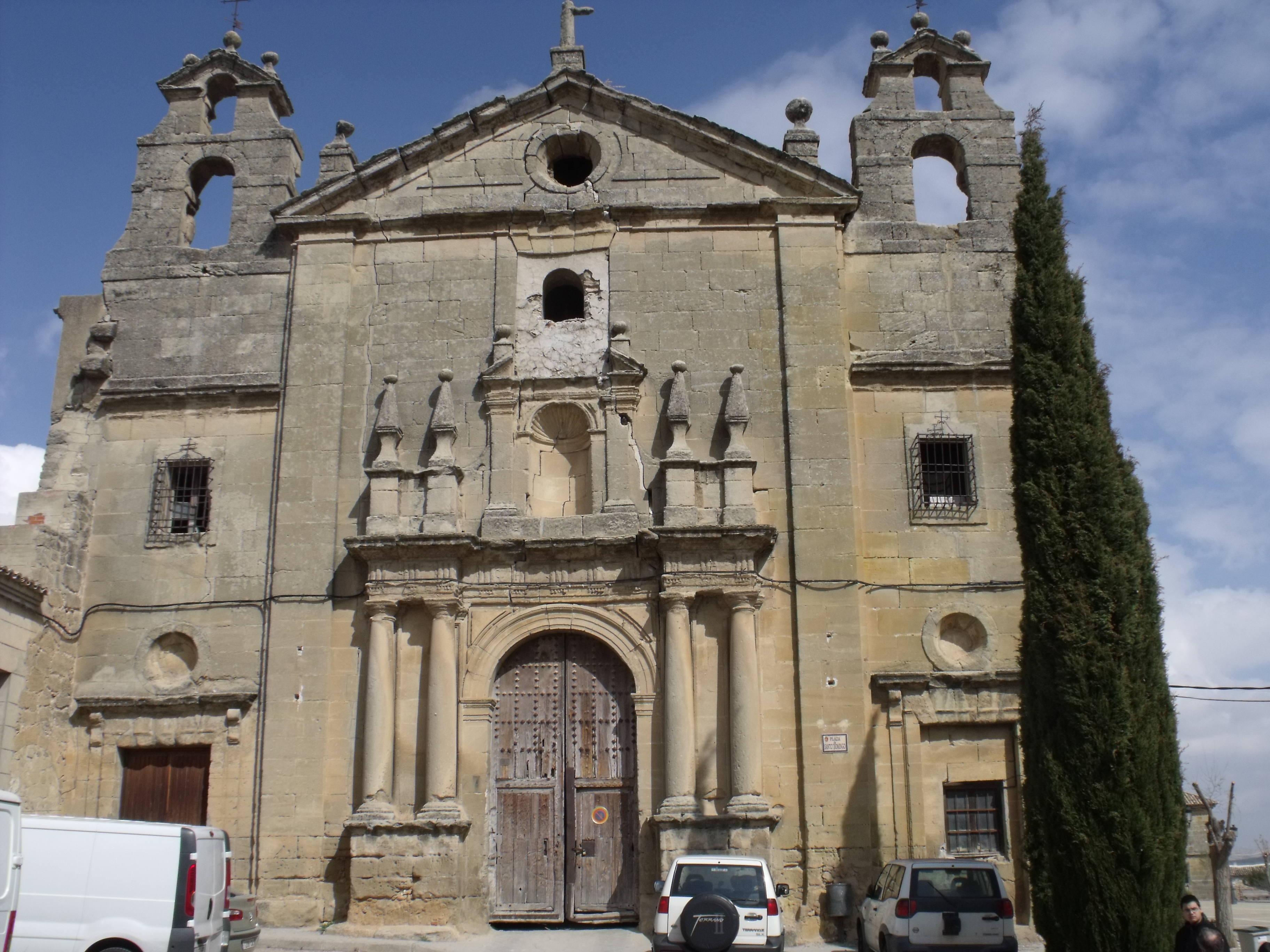

Huete is een gemeente in de Spaanse provincie Cuenca in de regio Castilië-La Mancha met een oppervlakte van 378 km². Huete telt 1.817 inwoners (1 januari 2016).